# Islas de Señorío

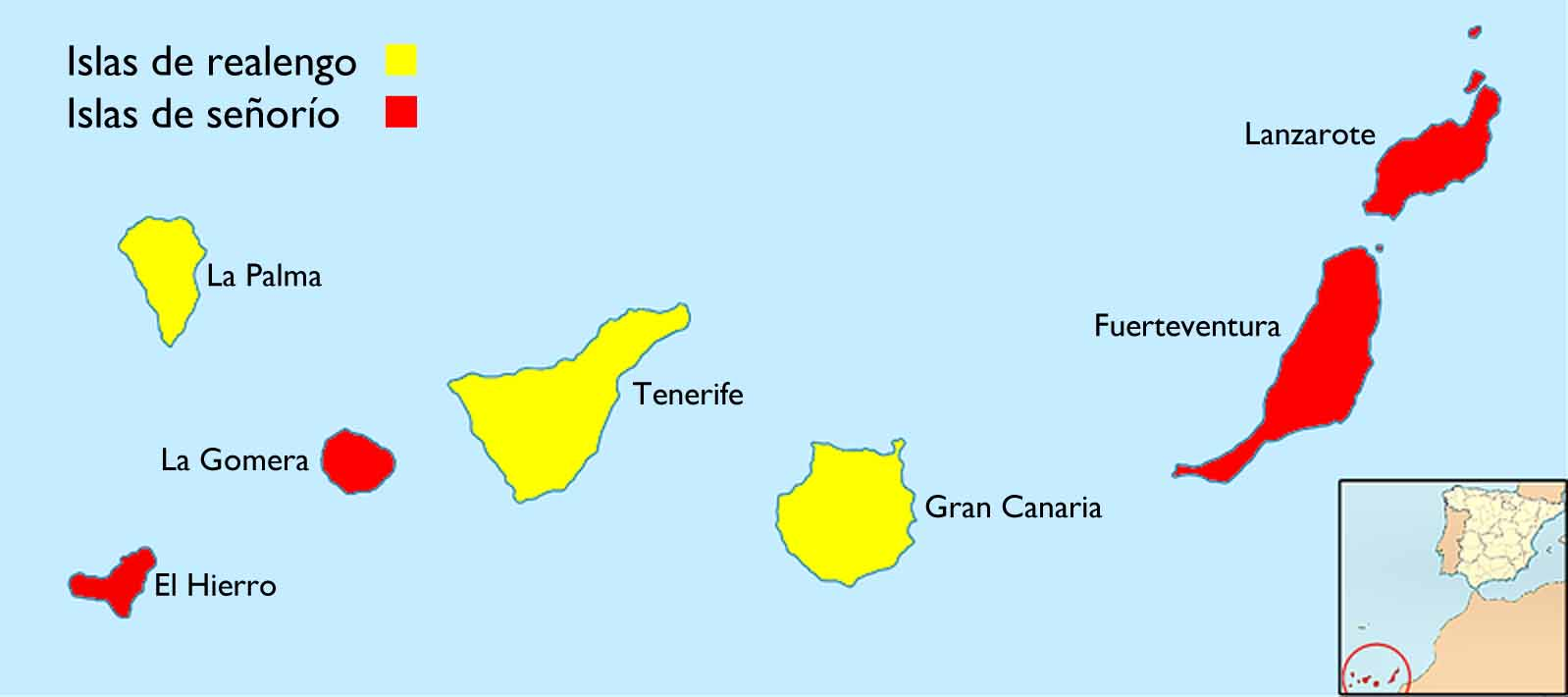
División de Canarias en islas de señorío y de realengo.

Islas de Señorío es el nombre utilizado para designar a las islas Canarias que fueron conquistadas por la nobleza, en beneficio propio y sin una participación directa de la Corona de Castilla, que otorga el derecho de conquista a cambio de un pacto de vasallaje del noble conquistador hacia la Corona. Estas son las islas de Lanzarote, Fuerteventura, El Hierro y La Gomera.
Se diferencian así de las islas de Realengo ―Gran Canaria, La Palma y Tenerife―, en la que intervino directamente la Corona castellana en su conquista. Cronológicamente las islas de Señorío fueron conquistadas antes que las de Realengo.

## Fases del señorío

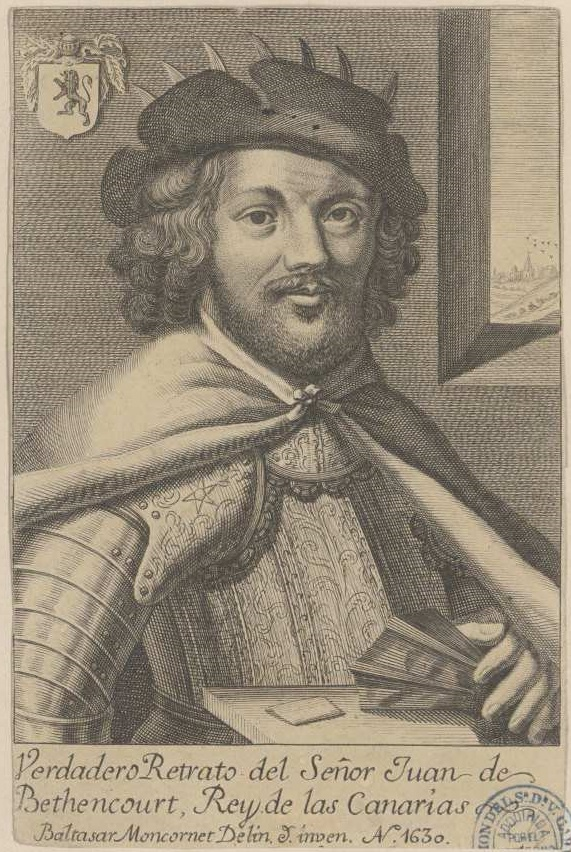
Jean de Béthencourt, primer señor de las islas Canarias.

Dentro de las islas de Señorío hay que distinguir entre la conquista betencuriana o normanda, llevada a cabo por Jean de Béthencourt y Gadifer de La Salle entre 1402 y 1405 y que afectó a las islas de Lanzarote, El Hierro y Fuerteventura. La otra fase se conoce como conquista señorial castellana, y fue llevada a cabo por nobles castellanos que se apropiaron, mediante compras, cesiones y matrimonios, de las primeras islas conquistadas e incorporaron la isla de La Gomera hacia 1450 por el señor feudal Hernán Peraza el Viejo.
Tras la conquista, la economía de las islas de Señorío no fue uniforme. Las diferencias físicas entre las islas más orientales: Lanzarote y Fuerteventura ―más extensas, pero también más áridas y llanas― y las más occidentales: El Hierro y La Gomera ―más pequeñas, pero más montañosas y húmedas―, provocará la vulnerabilidad económica de las primeras frente a las segundas.